# Kandelwald, Roßkopf und Zartener Becken
Das FFH-Gebiet Kandelwald, Roßkopf und Zartener Becken ist ein im Jahr 2004 durch das Regierungspräsidium Freiburg nach der Richtlinie 92/43/EWG (Fauna-Flora-Habitat-Richtlinie) angemeldetes Schutzgebiet (Schutzgebietskennung DE-8013-342) im deutschen Bundesland Baden-Württemberg. Mit Verordnung des Regierungspräsidiums Freiburg zur Festlegung der Gebiete von gemeinschaftlicher Bedeutung vom 25. Oktober 2018 (in Kraft getreten am 11. Januar 2019) wurde das Schutzgebiet festgelegt.

## Lage
Das rund 2227 Hektar große FFH-Gebiet gehört zu den Naturräumen 155-Hochschwarzwald und 202-Freiburger Bucht innerhalb der naturräumlichen Haupteinheiten 15-Schwarzwald und 20-Südliches Oberrheintiefland. Es liegt östlich von Freiburg und erstreckt sich über die Markungen von elf Städten und Gemeinden:
- Freiburg im Breisgau: 467,7632 ha = 21 %

Landkreis Breisgau-Hochschwarzwald:
- Buchenbach: 22,2744 ha = 1 %
- Glottertal: 556,861 ha = 25 %
- Gundelfingen: 267,2932 ha = 12 %
- Heuweiler: 89,0977 ha = 4 %
- Kirchzarten: 267,2932 ha = 12 %
- Oberried: 66,8233 ha = 3 %
- Sankt Peter: 66,8233 ha = 3 %
- Stegen: 66,8233 ha = 3 %

Landkreis Emmendingen:
- Simonswald: 66,8233 ha = 3 %
- Waldkirch: 311,8421 ha = 14 %

## Beschreibung und Schutzzweck
Es handelt sich um eine reich strukturierte Schwarzwaldlandschaft östlich von Freiburg zwischen Kandelgipfel und Zartener Becken mit ausgedehnten naturnahen Laubwäldern, vielen Fließgewässern, extensiv genutzten Wiesen und Weiden, Hochstaudenfluren und Felsbereichen.

### Lebensraumtypen
Gemäß Anlage 1 der Verordnung des Regierungspräsidiums Freiburg zur Festlegung der Gebiete von gemeinschaftlicher Bedeutung (FFH-Verordnung) vom 25. Oktober 2018 kommen folgende Lebensraumtypen nach Anhang I der FFH-Richtlinie im Gebiet vor:
| EU Code | Lebensraumtyp (offizielle Bezeichnung)                                                                          | Kurzbezeichnung                              | Hektar |
| ------- | --- | -------------------------------------------- | ------ |
| 3260    | Flüsse der planaren bis montanen Stufe mit Vegetation des Ranunculion fluitantis und des Callitricho-Batrachion | Fließgewässer mit flutender Wasservegetation | 26,70  |
| 4030    | Trockene europäische Heiden                                                                                     | Trockene Heiden                              | 1,00   |
| 5130    | Formationen von Juniperus communis auf Kalkheiden und -rasen                                                    | Wacholderheiden                              | 4,00   |
| 6210    | Naturnahe Kalk-Trockenrasen und deren Verbuschungsstadien (Festuco-Brometalia)                                  | Kalk-Magerrasen                              | 4,00   |
| 6230    | Artenreiche montane Borstgrasrasen (und submontan auf dem europäischen Festland) auf Silikatböden               | Artenreiche Borstgrasrasen                   | 33,90  |
| 6430    | Feuchte Hochstaudenfluren der planaren und montanen bis alpinen Stufe                                           | Feuchte Hochstaudenfluren                    | 2,69   |
| 6510    | Magere Flachland-Mähwiesen (Alopecurus pratensis, Sanguisorba officinalis)                                      | Magere Flachland-Mähwiesen                   | 109,00 |
| 6520    | Berg-Mähwiesen                                                                                                  | Berg-Mähwiesen                               | 17,00  |
| 8220    | Silikatfelsen mit Felsspaltenvegetation                                                                         | Silikatfelsen mit Felsspaltenvegetation      | 1,50   |
| 9110    | Hainsimsen-Buchenwald (Luzulo-Fagetum)                                                                          | Hainsimsen-Buchenwald                        | 390,90 |
| 9130    | Waldmeister-Buchenwald (Asperulo-Fagetum)                                                                       | Waldmeister-Buchenwald                       | 68,80  |
| 9140    | Mitteleuropäischer subalpiner Buchenwald mit Ahorn und Rumex arifolius                                          | Subalpine Buchenwälder                       | 7,50   |
| 9180    | Schlucht- und Hangmischwälder Tilio-Acerion                                                                     | Schlucht- und Hangmischwälder                | 1,40   |
| 91E0    | Auenwälder mit Alnus glutinosa und Fraxinus excelsior (Alno-Padion, Alnion incanae, Salicion albae)             | Auenwälder mit Erle, Esche, Weide            | 2,20   |

### Arteninventar
Folgende Arten von gemeinschaftlichem Interesse sind nach der Anlage 1 der Verordnung des Regierungspräsidiums Freiburg vom 25. Oktober 2018 (FFH-Verordnung) für das Gebiet gemeldet:
| Bild                | EU Code | * | Art                 | wissenschaftlicher Name     | Artengruppe    |
| ------------------- | ------- | - | ------------------- | --------------------------- | -------------- |
| Spanische Flagge    | 1078    |   | Spanische Flagge    | Callimorpha quadripunctaria | Schmetterlinge |
| Hirschkäfer         | 1083    |   | Hirschkäfer         | Lucanus cervus              | Käfer          |
| Dohlenkrebs         | 1092    |   | Dohlenkrebs         | Austropotamobius pallipes   | Krebse         |
| Steinkrebs          | 1093    |   | Steinkrebs          | Austropotamobius torrentium | Krebse         |
| Bachneunauge        | 1096    |   | Bachneunauge        | Lampetra planeri            | Fische         |
| Groppe              | 1163    |   | Groppe              | Cottus gobio                | Fische         |
| Gelbbauchunke       | 1193    |   | Gelbbauchunke       | Bombina variegata           | Amphibien      |
| Wimperfledermaus    | 1321    |   | Wimperfledermaus    | Myotis emarginatus          | Säugetiere     |
| Bechsteinfledermaus | 1323    |   | Bechsteinfledermaus | Myotis bechsteinii          | Säugetiere     |
| Großes Mausohr      | 1324    |   | Großes Mausohr      | Myotis myotis               | Säugetiere     |
| Grünes Besenmoos    | 1381    |   | Grünes Besenmoos    | Dicranum viride             | Moose          |

### Zusammenhängende Schutzgebiete
Das FFH-Gebiet besteht aus mehreren Teilgebieten, es liegt großteils im Naturpark Südschwarzwald.